# Złota Woda (dopływ Bystrzycy)
Złota Woda – potok górski, lewy dopływ Bystrzycy o długości 7,25 km.
Potok płynie w Sudetach Środkowych, w Górach Suchych, w woj. dolnośląskim. Jego źródła złożone z drobnych wycieków znajdują się na obszarze Parku Krajobrazowego Sudetów Wałbrzyskich, na wysokości około 666 m n.p.m. na południowym stoku góry Waligóra (936 m n.p.m.). Potok w górnym biegu spływa przez zalesione tereny, a dalej płynie głęboką i wąską doliną, oddzielającą masyw Waligóry od głównego grzbietu zachodniej części Gór Suchych. W środkowym biegu potok płynie wśród zabudowań. Zasadniczy kierunek biegu potoku jest północno-wschodni. Przepływa przez Łomnicę, Trzy Strugi i Głuszycę, gdzie uchodzi do Bystrzycy.
Jest to potok zbierający wody z północno-zachodnich zboczy Gór Suchych i południowych zboczy masywu Waligóry. W większości swojego biegu nieuregulowany o wartkim prądzie wody.